# アドルフォ・サルコリ
アドルフォ・サルコリ（Adolfo Sarcoli, 出生名Astolfo Raffaello Maria Sarcoli,  1867年3月6日 - 1936年3月12日）は、イタリア出身の声楽家・作曲家。

## 略歴
シエーナ出身。はじめマンドリン工房で働くが、テノール歌手に転向した。プッチーニと親交があり、『ラ・ボエーム』のロドルフォ役を演じた。上海で出演する契約だったが、辛亥革命で契約がふいになったので仕方なく1911年に来日し、声楽とギター、マンドリンを教えた。報知新聞記者の千葉周甫の協力で、三浦環ら帝国劇場歌劇部と『胡蝶の夢』（作曲・ハインリヒ・ヴェルクマイスター）を一幕やり、好評を得て帝劇と契約する。その後日本に定住し、声楽教師として日本で初めてイタリアのベル・カント唱法を伝え、三浦環・関屋敏子・ベルトラメリ能子・喜波貞子・ 原信子らを育てた。またマンドリン・ギター教師としても鈴木静一らを育てた。伊藤信吉の『ぎたる弾くひと』によれば、萩原朔太郎は慶應義塾大学在学中、サルコリからマンドリンの指導を受けている。

## 作品
- 月のセレナータ（マンドリン独奏曲）
- ミモザの思い出（2台のマンドリン・ギター・ピアノ）

## 文献
- 大日本音楽協会編『音楽年鑑（昭和16年度版）』（1941、共益商社書店）国立国会図書館デジタル化資料
- 直江学美「日本の新聞記事に見られるアドルフォ・サルコリ」（金沢星稜大学人間科学部会『人間科学研究』3巻2号、2010）
- 直江学美「日本の演奏会プログラムより見た西洋声楽受容の一考察」（金沢星稜大学人間科学部会『人間科学研究』4巻1号、2010）
- 直江学美「日本におけるベル・カントの父、アドルフォ・サルコリの生涯」（金沢星稜大学人間科学部会『人間科学研究』4巻2号、2011）
- 直江学美「アドルフォ・サルコリの演奏活動について―海外を中心に」（金沢星稜大学人間科学部会『人間科学研究』6巻1号、2012）
- 直江学美「フィリピンにおけるアドルフォ・サルコリの演奏活動―1910年末から1911年の新聞記事より」（金沢星稜大学人間科学部会『人間科学研究』8巻1号、2014）
- 直江学美「ルーマニアにおけるアドルフォ・サルコリの演奏活動」（金沢星稜大学人間科学部会『人間科学研究』9巻1号、2015）
- 直江学美「アドルフォ・サルコリの音楽活動に関する研究（1）―1911年、1912年のサルコリ関連の資料を中心に」（金沢星稜大学人間科学部会『人間科学研究』10巻1号、2016）
- 直江学美「アドルフォ・サルコリの音楽活動に関する研究（2）―1913年から1915年のサルコリ関連の資料を中心に」（金沢星稜大学人間科学部会『人間科学研究』10巻2号、2017）
- 直江学美「アドルフォ・サルコリの音楽活動に関する研究（3）―1916年から1920年のサルコリ関連の資料を中心に」（金沢星稜大学人間科学部会『人間科学研究』11巻2号、2018）
- 直江学美「アドルフォ・サルコリの音楽活動に関する研究（4）―1921年から1930年のサルコリ関連の資料を中心に」（金沢星稜大学人間科学部会『人間科学研究』12巻1号、2018）
- 直江学美「アドルフォ・サルコリの音楽活動に関する研究（5）―1931年から1932年のサルコリ関連の資料を中心に」（金沢星稜大学人間科学部会『人間科学研究』12巻2号、2019）
- 直江学美「アドルフォ・サルコリの音楽活動に関する研究（6）―1933年から1935年のサルコリ関連の資料を中心に」（金沢星稜大学人間科学部会『人間科学研究』13巻1号、2019）
- 直江学美「アドルフォ・サルコリの音楽活動に関する研究（7）―1936年に書かれたサルコリ関連資料を中心に・その1」（金沢星稜大学人間科学部会『人間科学研究』13巻2号、2020）
- 直江学美「アドルフォ・サルコリの音楽活動に関する研究（8）―1936年に書かれたサルコリ関連資料を中心に・その2・追悼する人びと」（金沢星稜大学人間科学部会『人間科学研究』14巻1号、2020）
- 直江学美「アドルフォ・サルコリの音楽活動に関する研究（9）―デビューに関する記事より」（金沢星稜大学人間科学部会『人間科学研究』16巻1号、2022）
- 直江学美「アドルフォ・サルコリの音楽活動に関する研究（10）―「シエナ会」のプログラムを調査して」（金沢星稜大学人間科学部会『人間科学研究』16巻2号、2023）
- 直江学美「アドルフォ・サルコリの音楽活動に関する研究（11）―シチリアにおける演奏活動」（金沢星稜大学人間科学部会『人間科学研究』18巻2号、2025）